# GfK Entertainment
Pour les articles homonymes, voir GFK (homonymie).
GfK Entertainment est une société allemande d'études de marché qui propose des données dans le secteur du divertissement à l'international.

## Histoire
GfK Entertainment est créé en 2003 sous le nom de Media Control GfK International en tant que coentreprise entre GfK et Media Control. Depuis 2013, GfK est l'unique actionnaire de l'entreprise. En mars 2014, l'entreprise est rebaptisée GfK Entertainment GmbH. 
C'est le fournisseur de la durée hebdomadaire Top-100 single / album Compilation, Jazz Top-30, Classic Top-20, Schlager Longplay Top-20, Musique, DVD-Top-20 et de la dance officielle (ODC) Top 50. Le classement officiel des ventes de disques en Allemagne est recueilli et publié par la société Media Control GfK International au nom de phonographischen Bundesverband der Wirtschaft (Association fédérale de l'industrie phonographique).